# 贾庄镇 (石家庄市)
贾庄镇，是中华人民共和国河北省石家庄市井陉矿区下辖的一个乡镇级行政单位。

## 行政区划
贾庄镇下辖以下地区：
贾庄社区、西王舍社区、天户峪社区、涧底社区、东王舍社区、中王舍社区、西岗头社区、新王舍社区、南寨社区和北寨社区。